# Jesús Blanco Villar
Jesús Blanco Villar (Rois, 26 de març de 1962) és un ciclista espanyol, ja retirat, que fou professional entre 1982 i 1998.
Els seus principals èxits esportius foren la Volta a Galícia, la Volta a la Comunitat Valenciana de 1985, i tres etapes de la Volta a Espanya, dues el 1986, edició en què liderà la cursa durant una etapa, i la darrera el 1987.
En retirar-se del ciclisme professional passà a exercir el càrrec de director esportiu en diferents equips ciclistes, com ara el Xacobeo Galicia o el Club Ciclista Padrones-Aluminios Cortizo.

## Palmarès
- 1982
  - 1r al Gran Premi de la vila de Vigo
- 1983
  - 1r al Gran Premi de la vila de Vigo
- 1984
  - Vencedor d'una etapa de la Volta a Catalunya
- 1985
  - 1r a la Volta a Galícia i vencedor de 2 etapes
  - 1r a la Volta a Astúries
  - 1r a la Volta a la Comunitat Valenciana i vencedor de 2 etapes
  - Vencedor d'una etapa de la Volta a Andalusia
  - Vencedor d'una etapa de la Volta a Múrcia
- 1986
  - Vencedor de 2 etapes de la Volta a Espanya
  - Vencedor d'una etapa de la Volta a Burgos
- 1987
  - 1r a la Volta a Cantàbria i vencedor de 2 etapes
  - Vencedor d'una etapa de la Volta a Espanya
  - Vencedor d'una etapa de la Volta a Andalusia
  - Vencedor d'una etapa de la Volta a Galícia
- 1990
  - 1r al Memorial Manuel Galera
- 1991
  - 1r a la Volta ao Alentejo

### Resultats a la Volta a Espanya
- 1983. 45è de la classificació general
- 1984. 30è de la classificació general
- 1985. Abandona (11a etapa)
- 1986. 16è de la classificació general. Vencedor de 2 etapes. Porta el mallot groc durant 1 etapa
- 1987. 25è de la classificació general. Vencedor d'una etapa
- 1988. 7è de la classificació general
- 1989. 16è de la classificació general
- 1990. Abandona (9a etapa)
- 1991. 36è de la classificació general
- 1993. 25è de la classificació general

### Resultats al Tour de França
- 1986. 25è de la classificació general
- 1987. Abandona (15a etapa)
- 1988. 35è de la classificació general

### Resultats al Giro d'Itàlia
- 1989. 25è de la classificació general